# Gustav Schaub
Gustav Schaub (* 30. Oktober 1875 in Nordhausen; † 27. November 1944 in Bad Sachsa) war ein deutscher Kunstmaler und Kopist sowie Erbauer des Märchengrund Bad Sachsa, dem ältesten Märchenpark in Deutschland.

## Leben
Gustav Schaub studierte von 1906 bis 1910 an der Akademie der Bildenden Künste München und schloss sein Studium als Meisterschüler ab „mit dem Privileg zu kopieren“. Seine Ehefrau Adelheid (1885–1966) lernte er in München kennen, wo auch ihr erster Sohn Albert (1908–1988) geboren wurde. Zwei weitere Söhne Peter (1913–1996) und Joachim (⚔ 1941 in Russland) werden nach dem Umzug der Familie in Bad Sachsa geboren.

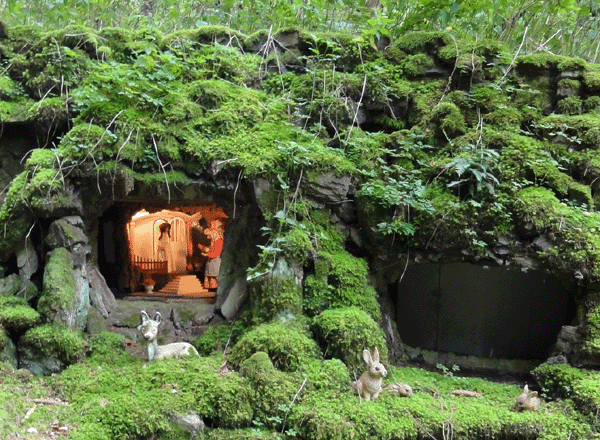
Märchengrund Bad Sachsa (Märchenspiel Schneewittchen)

1910 erbaute er im Katzental unterhalb des Katzensteins bei Bad Sachsa eine kleine Wassermühle mit mechanisch angetriebenen Figuren und elektrischer Beleuchtung. Später entstand das erste Märchenspiel Hänsel und Gretel. Der Erste Weltkrieg unterbrach den weiteren Ausbau der Anlage, weil Gustav Schaub als Soldat in Polen war. Nach dem Krieg fiel es ihm schwer, seine Familie zu ernähren – häufig zahlte er mit seinen Bildern und handgefertigtem Spielzeug. Von 1924 bis 1926 wurde das in der Kriegszeit zerstörte „Hexenhäuschen“ wieder hergerichtet. 1928 wurde das Märchenspiel Rotkäppchen und 1933 Schneewittchen erbaut. Gustav Schaub verstarb 1944 in Bad Sachsa, seine Frau folgte ihm 1966 nach. Auf dem städtischen Friedhof fanden die Eheleute ihre letzte Ruhestätte.
Im Zweiten Weltkrieg wurde der Märchengrund fast vollständig zerstört. Gustav Schaubs ältester Sohn, der Ingenieur Albert Schaub, baute die Anlage 1949 mit neuer Technik wieder auf. Dieser älteste Märchenpark Deutschlands wurde 2021 vom Landkreis Göttingen als Freilichtmuseum eingestuft.
Bilder von Gustav Schaub sind heute im Wintersport- und Heimatmuseum Bad Sachsa ausgestellt. Immer wiederkehrende Motive sind Stadtansichten und Landschaftsbilder in Öl oder Aquarellfarbe auf Papier, Hartfaser, Leinwand sowie Holz. Eines der bekannten Werke, die er meisterhaft kopiert hat, ist das Bildnis des Willem Croes von Franz Hals aus der Sammlung der Alten Pinakothek in München.
Einige seiner zahlreichen Werke wurden 2025 in der großen Kunstausstellung Die Bad Sachsaer Maler im Kurhaus Bad Sachsa gezeigt.